# Grussenheim
Grussenheim je občina v departmaju Haut-Rhin francoske regije Alzacija.
Leta 1990 je v občini živelo 714 oseb oz. 95 oseb/km².